# Welay Berehe
Welay Hagos Berhe (nascido em 22 de outubro de 2001) é um ciclista etíope que atualmente corre pela UCI WorldTeam Team Jayco-AIUla .

## Carreira
Depois de deixar Nippo-Provence-PTS Conti em agosto de 2021, ele voltou à equipe para a temporada de 2022. Berhe passou as etapas 2 e 3 do Istrian Spring Trophy no intervalo. Na etapa 2 conquistou os seis pontos de montanha na última subida do dia, depois na etapa 3, no intervalo, venceu o primeiro sprint de montanha e garantiu a camisa da montanha. No Tour de l'Avenir, Berhe caiu durante o sprint para a Etapa 6, depois que um piloto norueguês caiu na sua frente. Berhe continuou a corrida com ferimentos leves. Berhe assinou um contrato de três anos para competir pela UCI WorldTeam Team Jayco-AIUla a partir de 2023.

## Principais resultados
Fontes:  
2018
1º  Contra-relógio, Campeonato Nacional Júnior de Estrada
2019
Campeonato Africano Júnior de Estrada
1º Contra-relógio da equipe
1º Contra-relógio
4ª corrida de estrada
1º Contra-relógio, Campeonato Nacional Júnior de Estrada
2022
1º Grande Prêmio Crevoisier
1º Radklassiker Chur-Arosa
1º Classificação das montanhas, Troféu Primavera da Ístria
4º Piccolo Giro da Lombardia
4º GP de la Pédale Romande
4º GP Cham-Hagendorn
6º Grande Prêmio L'Echappée
6º GP Vorarlberg
7º Giro Geral do Vale de Aosta
8ª Volta ao Jura Suíça
2023
6ª Volta Geral à Áustria
9º Geral Vuelta a Castela e Leão
| Grande Passeio  | 2023 |
| --------------- | ---- |
| Giro d'Italia   | -    |
| Volta à França  | -    |
| Volta à Espanha | DNF  |